# 프리마 (으랏차차 삼총사)
프리마(Prima)는 미국의 만화·애니메이션 《으랏차차 삼총사》에 등장하는 여자 캐릭터이다. 애니메이션에서 목소리를 연기한 성우는 미국판은 챈탈 스트랜드, 한국판은 이용신이다.

## 소개
위점싼 사부의 손녀딸로 스모 3인방(부마, 마무, 키모)의 도우미 역할을 하는 조력자이다. 옷차림은 빨간 원피스이며, 머리모양은 포니테일이다.